# Patrick Osborne
Patrick Osborne (...) è un animatore e regista statunitense, Ha vinto un Oscar come miglior cortometraggio animato nel 2015 per Winston. È stato anche animatore dei film Disney Bolt - Un eroe a quattro zampe (2008) e Ralph Spaccatutto (2012)..

## Filmografia parziale

### Animatore
- Bolt - Un eroe a quattro zampe, regia di Chris Williams e Byron Howard (2008)
- Ralph Spaccatutto, regia di Rich Moore (2012)
- Big Hero 6 (2014)

### Regista
- Winston (2014)
- Secret Level – serie animata, episodio 1x13 (2024)